# الحرب الإيساورية

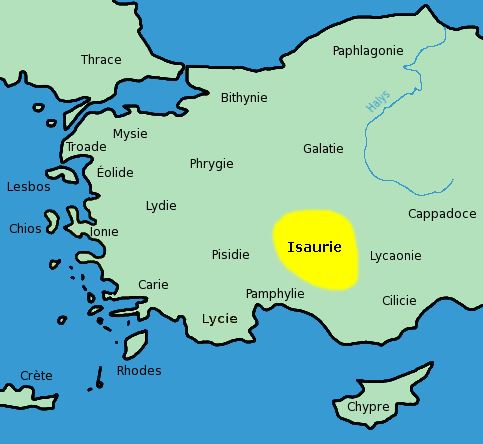

الحرب الإيساوُرية كانت صراعاً استمر من عام 492 إلى 497 ميلادية والذي كانت تدور رحاه بين جيش الإمبراطورية الرومانية الشرقية والثوار من إيساوريا. في نهاية الحرب تمكن الإمبراطور الشرقي أناستاسيوس الأول من استعادة السيطرة على منطقة إيساوريا وقتل قادة التمرد.

## الصراع
في 497 ميلادية قتل جون السكوثي لونجينوس من كاردالا وآثيندوروس ووضع رأسيهما على الرماح في طرسوس وبذلك أنهى الحرب فعلياً. في عام 498 ميلادية قام جون جيبو بالقبض على آخر قادة العدو، لونجينوس من سيليونوس و إنديز، وأرسلهم إلى الإمبراطور حيث تم عرضهم على طول الطريق الرئيسي من القسطنطينية إلى ميدان سباق الخيل حيث أجبروا على أداء الانحناءة المسماة بروسكاينيسس أمام المقعد المعروف بكاثيسما.

## مابعد
في 495 ميلادية أخبر الإمبراطور أناستاسيوس الأول البطريرك ايفيميوس أنه كان منهكاً من الحرب. ذكر ايفيميوس هذا إلى يوحنا، المتزوج من ابنة الزعيم الإيساوري اثينودورس، والذي أشار به مرة أخرى إلى أناستاسيوس. كان الإمبراطور قد دخل في صراع مع ايفيميوس قبل الصعود إلى العرش؛ وعلاوة على ذلك، أناستاسيوس الذي كان لديه محاباة للمونوفيزية، اضُطر قبل التتويج بالتاج إلى التوقيع على إعلان العقيدة من قبل ايفيميوس. لهذه الأسباب قرر أن يتهم ايفيميوس بالخيانة وذلك بسبب الكشف عن الخطط العدو. في عام 496 ميلادية تم طرد ايفيميوس من الكنيسة وطرده.